# Elisabeth von Vermandois
Elisabeth von Vermandois oder Isabel von Vermandois (* um 1085; † 1131) ist eine zentrale Person der westeuropäischen mittelalterlichen Genealogie, über deren Vorfahren und Nachkommen viel bekannt ist, die selbst aber im Schatten bleibt. Sie war zweimal mit einflussreichen anglonormannischen Adligen verheiratet und hatte eine Vielzahl von Kindern, unter deren Nachkommen viele Könige und einige Königinnen von England und Schottland sind: Elisabeth von Vermandois ist eine oder die genealogische Verbindung zwischen den schottischen Monarchen und Karl dem Großen.

## Familie
Elisabeth von Vermandois war die dritte Tochter von Hugo von Vermandois und Adelheid von Vermandois. Ihre Großeltern väterlicherseits waren Heinrich I., König von Frankreich, und Anna von Kiew. Ihre Großeltern mütterlicherseits waren Graf Heribert IV. von Vermandois und Adele von Valois.
Ihre Mutter war die Erbin der Grafschaft Vermandois und gehörte zur Familie der Karolinger, war eine direkte Nachfahrin von Karl dem Großen (siehe Stammliste der Karolinger). Durch ihre karolingischen Ahnen war sie mit fast jedem hohen Adligen Westeuropas verwandt.
Ihr Vater war ein jüngerer Bruder des französischen Königs Philipp I., wodurch sie selbst zur Familie der Kapetinger gehört (siehe Haus Frankreich-Vermandois). Sie war darüber hinaus entfernt mit den Königen von England, der Herzögen der Normandie und den Grafen von Flandern verwandt.

## Countess of Leicester
Im Jahr 1096 heiratete sie (vermutlich erst 9 oder 11 Jahre alt) Robert de Beaumont, seit 1081 Graf von Meulan und ab 1107 der 1. Earl of Leicester. Robert war über 35 Jahre älter als sie, was selbst für die damalige Zeit ein unüblicher Altersunterschied war; er hatte als 16-Jähriger 1066 in der Schlacht von Hastings gekämpft, und später die Grafschaft von seinem Onkel mütterlicherseits geerbt, Graf Hugo II. von Meulan. Seine Eltern Roger de Beaumont, Herr von Beaumont-le-Roger und Pont-Audemer (Normandie), ein enger Verbündeter Wilhelms des Eroberers, und Adeline von Meulan, Erbin der Grafschaft Meulan (Île-de-France), waren bereits verstorben. Robert de Beaumont besaß somit Land sowohl im Zentrum Frankreichs als auch in der Normandie, hatte auch Besitz in England, der ihm aufgrund seiner Teilnahme an der Normannischen Eroberung Englands überlassen worden war. Zur Zeit seiner Heirat mit Elisabeth besaß er jedoch in England keine Grafschaft, anders als sein jüngerer Bruder Henry de Beaumont, 1. Earl of Warwick.
Robert und Elisabeth hatte mehrere gemeinsame Kinder, darunter vor allem zwei Söhne, die 1104 geboren wurden und als Erwachsene tragende Rollen übernahmen, die Beaumont-Zwillinge, Waleran de Beaumont, Graf von Meulan und 1. Earl of Worcester (der ältere) und Robert Bossu (Robert der Bucklige) oder Robert de Beaumont, 2. Earl of Leicester (der jüngere). Ein weiteres Kind war Elisabeth (oder Isabel) de Beaumont, eine der Geliebten des englischen Königs Heinrich I.; sie heiratete später Gilbert de Clare, 1. Earl of Pembroke und ist die Mutter von Richard de Clare, 2. Earl of Pembroke und Eroberer Irlands.
Als König Wilhelm II. im Jahr 1100 starb, ergriff sein jüngerer Bruder Heinrich die Macht, den älteren Bruder, Herzog Robert von der Normandie übergehend. In den folgenden Kämpfen, die am 28. September 1106 mit der Schlacht bei Tinchebray endeten, setzte sich Heinrich durch. Robert de Beaumont stand (wie sein Bruder, der Earl of Warwick) in dieser Zeit offenbar auf Heinrichs Seite und wurde 1103 mit dem Titel eines Earls of Leicester belohnt. Er besaß nun umfangreiche Ländereien in drei Territorien und war dadurch so stark geworden, dass er 1111 einen Angriff des französischen Königs Ludwig VI. auf Meulan durch einen Angriff auf Paris rächen konnte.

## Countess of Surrey
Elisabeth von Vermandois ging in dieser Zeit eine Beziehung zu einem jüngeren Adligen ein, William de Warenne (* um 1071; † 11. Mai 1138), dem Sohn von Gundrade, einer Tochter Wilhelms des Eroberers, und erfolglosem Verehrer der Königin Edith, der Ehefrau Heinrichs I.: Elisabeth entsprach William de Warennes Wunsch nach einer Gattin königlicher Herkunft, da spielte es auch nur eine untergeordnete Rolle, dass sie bereits verheiratet war, zumal die Ehe zerbrochen, wenn nicht gar geschieden war. Im Jahr 1115 wurde Elisabeth von William entführt, nachdem die Trennung von Robert de Beaumont bereits vollzogen war. Danach brachte Elisabeth mindestens eine Tochter zur Welt, wobei unklar ist, ob es sich um Ada de Warenne handelt, die spätere Ehefrau Heinrich von Schottlands, des Earls of Huntingdon, oder um Gundrade de Warenne, die spätere Ehefrau von Roger de Beaumont, 2. Earl of Warwick.
Als der Graf von Meulan am 5. Juni 1118 in der Abtei von Préaux in der Normandie starb, konnten Elisabeth und William wenig später heiraten. Ihre Söhne aus erster Ehe scheinen ein gutes Einvernehmen mit ihrem danach geborenen Halbbruder aus dieser Ehe, William de Warenne, 3. Earl of Surrey, gehabt zu haben, obwohl sie auf unterschiedlichen Seiten im Bürgerkrieg unter König Stephan standen. Elisabeths ältester Sohn, Waleran de Beaumont, der (neue) Graf von Meulan, unterstützte den enterbten William Clito, Sohn von Herzog Robert von der Normandie und Graf von Flandern, bis er von König Heinrich gefangen gesetzt wurde. Waleran wurde erst wieder freigelassen, als William Clito 1128 ohne Erben gestorben war. Ihr zweiter Sohn erbte die englischen Besitzungen seines Vaters, insbesondere die Grafschaft Leicester, und heiratete die Erbin der Grafen Fitzosbern von Breteuil. Ihre Tochter Isabel heiratete – nachdem sie die Geliebte Heinrichs I. gewesen war und vor dem Tod Elisabeths – Gilbert de Clare, den späteren (1147) 1. Earl of Pembroke.

## Nachkommen
Elisabeth von Vermandois und Robert de Beaumont hatten drei Söhne und sechs Töchter:
- Emma de Beaumont (* 1102); sie wurde als Kind mit Amaury, einem Neffen von Wilhelm Graf von Évreux verlobt, die Ehe wurde aber nicht geschlossen; es ist nicht bekannt, ob sie jung starb oder ins Kloster ging.
- Waleran de Beaumont. 1. Earl of Worcester, Graf von Meulan (* 1104; † 1166) – Nachkommen
- Robert de Beaumont, 2. Earl of Leicester (* 1104; † 1168) – Nachkommen, darunter seine Enkelin Isabel von Gloucester, die erste Ehefrau von König Johann Ohneland.
- Hugh de Beaumont, 1. Earl of Bedford (* um 1106), der seine Grafschaft wieder verlor – Nachkommen
- Adeline de Beaumont (* um 1107), ⚭ I Hugo IV., 4. Herr von Montfort-sur-Risle (Haus Gent); ⚭ II Richard de Granville von Bideford († 1147)
- Aubrée (oder Alberée) de Beaumont (* um 1109), ⚭ Hugo II. von Châteauneuf-en-Thymerais (vielleicht ein Sohn von Hugo I. von Châteauneuf-en-Thimerais und Mabille de Montgomerie, der zweiten Tochter von Roger de Montgomerie, 1. Earl of Shrewsbury)
- Matilda de Beaumont (* um 1111), ⚭ William Lovel, Louvel oder Lupel, Sohn von Ascelin Goel, Herr von Ivry.
- Isabel de Beaumont (* um 1113), die Geliebte Heinrichs I.; ⚭ I Gilbert de Clare, 1. Earl of Pembroke (die Eltern von Richard de Clare, 2. Earl of Pembroke, der die Invasion Irlands 1170 leitete); ⚭ II Hervé de Montmorency, Constable of Ireland (diese Ehe ist nicht gesichert); Isabel de Beaumont hatte aus ihrer Beziehung zu König Heinrich (mindestens) eine Tochter
- Agnes de Beaumont (* um 1115), ⚭ Guillaume, Sire de Say.

Aus ihrer Ehe mit William de Warenne hatte Elisabeth drei Söhne und zwei Töchter (insgesamt somit 14 Kinder aus zwei Ehen):
- William de Warenne, 3. Earl of Surrey und Warenne (* 1119; † 1148); dessen Tochter Isabel de Warenne, Countess of Surrey heiratete I Wilhelm Graf von Boulogne, jüngerer Sohn des Königs Stephan, und II Hamelin, einen außerehelichen Halbbruder des Königs Heinrich II. – Nachkommen sind die späteren Earls of Surrey und Warenne.
- Reginald de Warenne, der den väterlichen Besitz in der Normandie erbte; ⚭ Adeline, Tochter von William, Lord of Wormgay in Norfolk; dessen Sohn William hatte eine Tochter (und Erbin), Beatrice ⚭ I Dodo, Lord Bardolf, ⚭ II Hubert de Burgh;
- Ralph de Warenne
- Gundrada de Warenne; ⚭ I Roger de Beaumont, 2. Earl of Warwick (Nachkommen); ⚭ II William, Lord of Kendal, der König Stephans Garnison aus Warwick Castle vertrieb
- Ada de Warenne († um 1178), ⚭ Heinrich von Schottland 3. Earl of Huntingdon, der jüngere Sohn des schottischen Königs David I.; sie waren die Eltern von König Malcolm IV. und Wilhelm I. von Schottland, sowie von David von Schottland, 8. Earl of Huntingdon. Alle schottischen Könige seit 1292 sind Nachkommen des Paares.